# أفعى لبنان
الأسماء الشائعة: أفعى بورنمولر (بالإنجليزية: Bornmueller's viper).
أفعى لبنان (الاسم العلمي: Montmipera bornmuelleri) هي نوع من أنواع ألافاعي السامة ويتواجد هذا النوع في لبنان والأردن وفلسطين وسوريا. لم يتم تعريف الأنواع الفرعية حاليًا.

## علم أصول الكلمات
الاسم المحدد، (Bornmuelleri)، هو تكريما لعالم النبات الألماني جوزيف نيكولاس بورنمولر.

## الوصف
تنمو افعى لبنان (الاسم العلمي: Montmipera bornmuelleri) لطول إجمالي (الجسم + الذيل) اقصاه حوالي 75 سنتيمتر (30 بوصة)، ولكن عادة ما يكون طولها أقل بكثير. الذكور تميل إلى أن تكون أكبر من الإناث في بعض افراد هذه الافعى. في عينات من الافاعي هذه والتي اخذت من جبل لبنان، كانت ألاطوال القصوى هي حوالي 47.3 سنتيمتر (18.6 بوصة) للإناث و 53.8 سنتيمتر (21.2 بوصة) للذكور. يشكل طول الذيل حوالي 7-10 ٪ من الطول الكلي.

## النطاق الجغرافي والموائل
تتواجد افعى لبنان (الاسم العلمي: M. bornmuelleri) في المناطق الجبلية العالية في فلسطين ولبنان وسوريا.

## التصنيف
تم جمع الانواع لافعى لبنان (الاسم العلمي: M. bornmuelleri) في لبنان على ارتفاع 1800 م (5900) قدم) وفي جبال بولكار في غرب تركيا على ارتفاع 2200 م (7,200 قدم) كما وصف فرانز فيرنر ذلك في عام 1898. في عام 1922، قام فيرنر بتقييد العينة النمطية للبنان عند تسمية عينته كنموذج لهذا النوع من الافاعي، وفي عام 1938 فصل الأصناف الجنوبية كنوع منفصل (الاصناف الجنوبية هي افعى فلسطين 'الاسم العلمي: Daboia palaestinae'). في عام 1967، رفع ميرتنز اسم بورنمولر إلى رتبة الأنواع المؤكدة كنوع منفصل لافراد الافاعي هذه المتواجدة في لبنان،  وبالتالي ترك الاسم العلمي xanthina لجميع افراد الافعى المتواجدة في تركيا، وهو الترتيب الذي قبله باران في عام 1976، ووافق عليه نيلسون وأندرين في تقرير عام 1985.

## حالة الحفظ
النوع افعى لبنان (الاسم العلمي: M. bornmuelleri) هو نوع يعتبر مهددا اعتبارًا من 2006 حيث تم تصنيفها على أنها مهددة بالانقراض (بالإنجليزية: EN) وفقًا للقائمة الحمراء للأنواع المهددة بالانقراض التابعة لـ IUCN بالمعايير التالية: B1ab (iii) (v3.1، 2001). يشير ذلك إلى أن هذا النوع من الافاعي يواجه خطرًا محتملا كبيرًا بالانقراض في البرية نظرًا لأن مدى ونطاق تواجده هو في نطاق جغرافي يقدر بأقل من 5000 كم مربع (1,931 ميل)، لأن افراد هذه الافعى يعيشون بشكل موزع ومجزأ بشدة أو معروف وجودهم في مواقع قليلة عددها لا يتجاوز 5 مواقع، ولأن هناك انخفاض مستمر يلاحظ أو يستنتج أو يُتوقع في المناطق، المدى و/أو نوعية الموائل التي تعيش بها.

## روابط خارجية
- Montivipera bornmuelleri at the Reptarium.cz Reptile Database. Accessed 21 October 2013 {{{year}}}.